# Quatuor Hongrois
Le Quatuor Hongrois, ensemble de musique de chambre actif de 1935 à 1972, fut l'un des grands quatuors du XXe siècle qui fit notamment autorité dans l'interprétation des quatuors de Beethoven et joua le rôle d'ambassadeur de la musique de Bartók.

## Historique
Fondé en 1935 à Budapest, il s'établit en Hollande dès 1937 puis aux États-Unis en 1950 où il devient quatuor-résident de l'Université de Californie du Sud. Il a enregistré deux fois l'intégrale des quatuors de Beethoven (1953, 1956). Il est dissous en 1972.

## Membres
- Sándor Végh (1935), Zoltán Székely (1935–1970) premier violon
- Peter Szervansky (1935), Sándor Vegh (1935-1940), Alexandre Moskowsky (1940–1959), Michael Kuttner (1959–1970) deuxième violon
- Dénes Koromzay (1935–1970) alto
- Pál Hermann (1935–1940), Vilmos Palotaï (1940–1956), Gabriel Magyar (1956–1970) violoncelle

## Créations
- Quatuors no 1 et 2 de Sándor Veress
- Quintette no 1 avec piano de Darius Milhaud (1952)

## Source
- Alain Pâris, Dictionnaire des interprètes, Bouquins/Laffont 1989, p. 1060